# Phalaenopsis
Genre
Classification phylogénétique
Phalaenopsis, en français Orchidée papillon[réf. nécessaire] (du grec ancien : φάλαινα / phálaina, « phalène », et ὄψις / ópsis, « aspect », c’est-à-dire « qui a l’aspect d’un papillon de nuit »), est un genre de plantes à fleurs de la famille des Orchidaceae. Phalaenopsis amboinensis est la première espèce du genre à avoir été décrite, en 1750[réf. nécessaire].

## Description et biologie
Les phalaenopsis sont des plantes monopodiales. Elles produisent une seule tige formée par l'alternance des feuilles imbriquées l'une dans l'autre. Ces dernières sont généralement de forme oblongue assez large, à bout arrondi, plutôt épaisses.
La plante produit une abondance de racines charnues, blanchâtres. La taille varie beaucoup d'une espèce à l'autre, allant de quelques centimètres seulement pour Phalaenopsis appendiculata jusqu'à presque un mètre de long pour Phalaenopsis gigantea.
Toutes les espèces sont multiflores, produisant au minimum 3-4 fleurs par hampe florale, mais parfois plus d'une centaine pour Phalaenopsis schilleriana ou stuartiana. Les hampes sont de taille variable, les espèces portant peu de fleurs ont généralement des tiges très courtes, avec des fleurs serrées. Ces dernières ont une taille assez homogène dans le genre. Certes les espèces naines possèdent des fleurs plus petites en moyenne, mais il n'y a pas de différence marquée comme dans certains genres (Cattleya par exemple). Elles sont principalement blanches, roses, violettes, crème ou orangées, souvent tachetées de brun, pourpre, rose. Le labelle est très souvent marquée de jaune, orange et/ou rose. 
Ce sont des orchidées épiphytes présentes très majoritairement en Asie tropicale : depuis le Sud de la Chine et l'Est du Tibet jusqu'en Papouasie-Nouvelle-Guinée, avec la plus forte densité en Indonésie et aux Philippines. Elles vivent pour la plupart dans les forêts tropicales humides de plaines et de moyenne montagne, bien que les espèces les plus septentrionales (Phalaenopsis wilsonii par exemple) subissent parfois en hiver des températures inférieures à zéro.

## Horticulture
Les phalaenopsis comptent parmi les orchidées les plus cultivées du monde et certainement les plus communes en Europe comme plantes d'appartement. On trouve des milliers d'hybrides dont la plupart sont vendus sans être nommés tant ils ont subi de croisements. Ce succès vient :
- de leur facilité de culture ;
- de leur port compact, pratique en appartement ;
- de leur besoin en lumière, moindre que la plupart des orchidées ;
- de leur abondante et magnifique floraison ;
- de leur floraison pouvant durer plusieurs mois dans de bonnes conditions ;
- des inflorescences pouvant refleurir à nouveau.

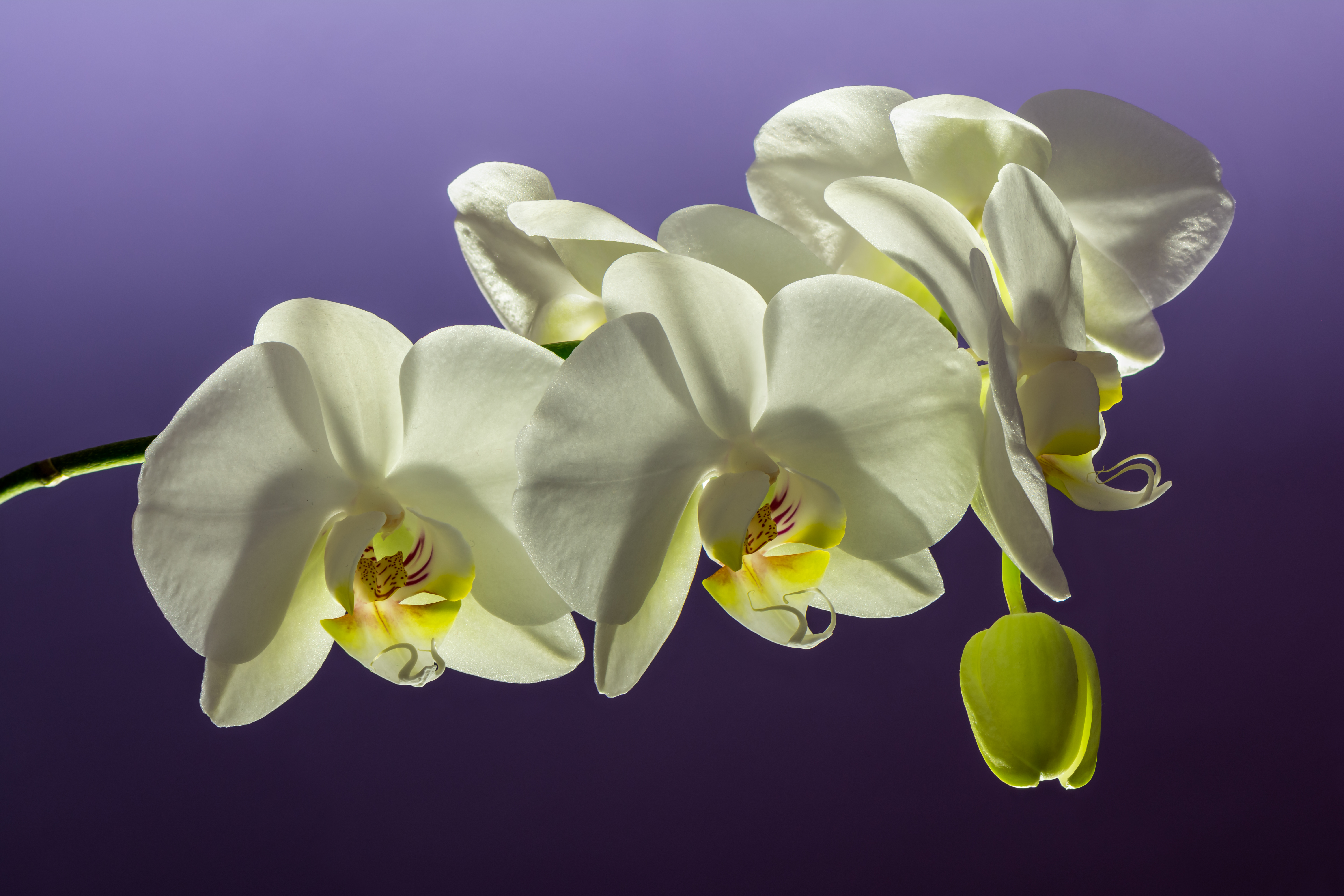
Phalaenopsis Cultivar. Mars 2019.
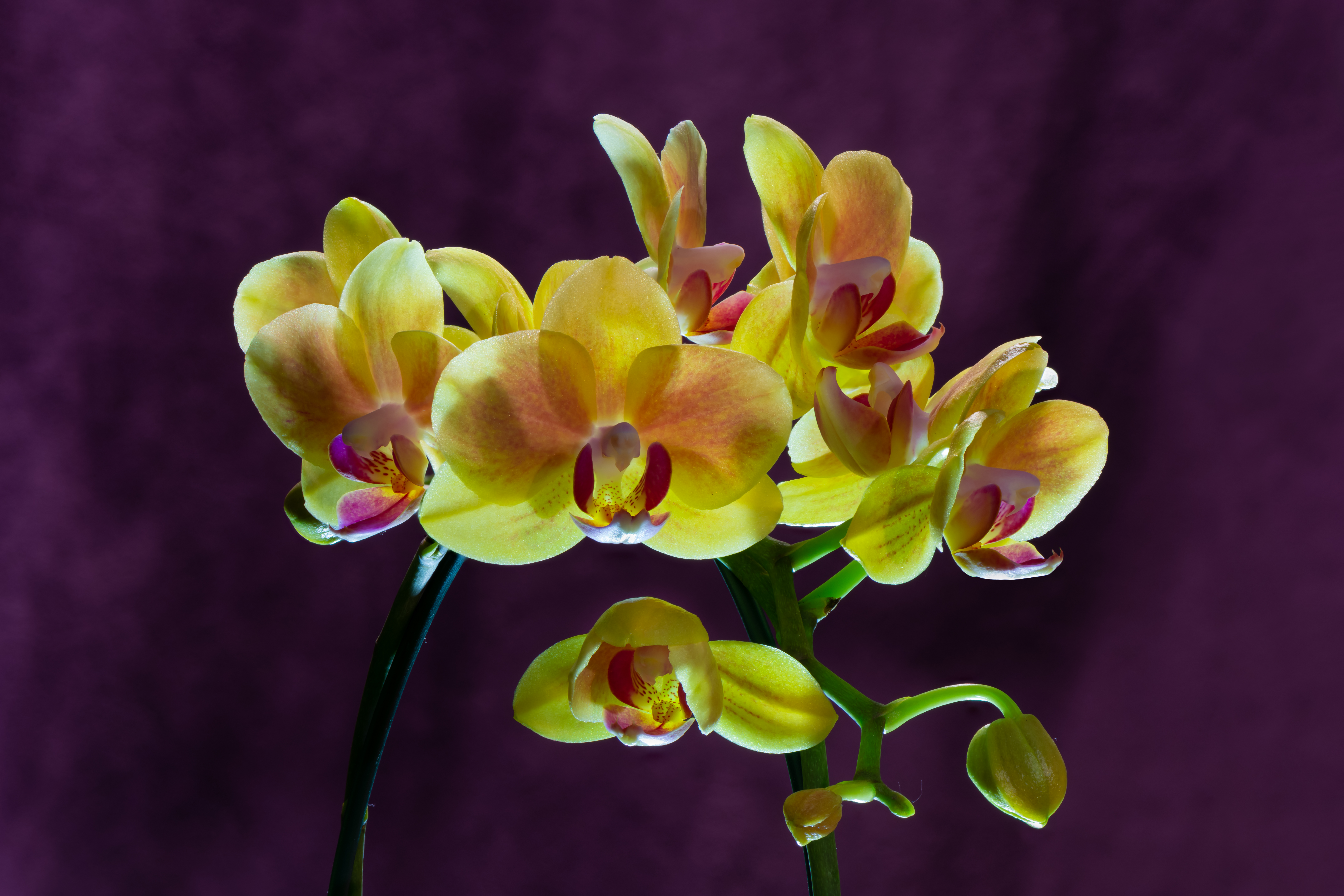
Autre Phalaenopsis Cultivar. Juin 2020.
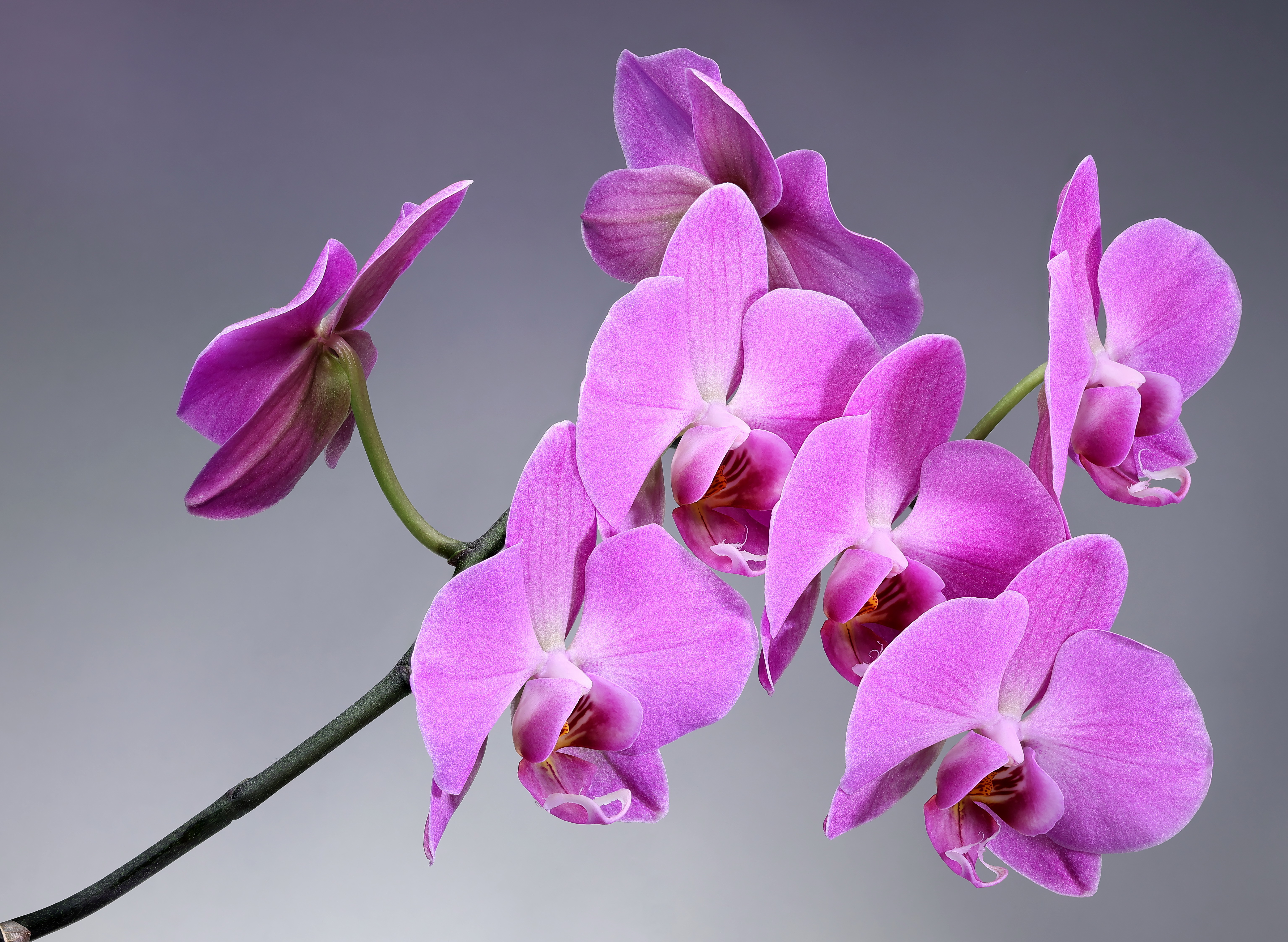
Phalaenopsis cultivar majenta. Mai 2023.

Les professionnels les plébiscitent notamment pour :
- leur floraison rapide : quatre ans après le semis, deux ans après la multiplication par méristème ;
- leur croissance généralement rapide ;
- leurs exigences moindres que beaucoup d'orchidées.

On trouve aujourd'hui beaucoup de phalaenopsis dans le commerce à des prix plus ou moins élevés, en moyenne sept à quinze euros selon le magasin. Beaucoup de ces orchidées sont cultivées industriellement, d'où leur prix bas, même si en contrepartie la plante mettra du temps pour s'adapter aux conditions de culture moins intensives en appartement (moins d'engrais et de chaleur que dans les serres horticoles).

## Culture
Les phalaenopsis sont simples à cultiver en appartement si on respecte quelques règles de base :
- Emplacement : les orchidées doivent être placées dans un endroit ventilé, lumineux mais pas au plein soleil. La température idéale est autour de 20 °C en journée (ne pas dépasser les 30 °C) et autour de 15 °C la nuit (si possible). Si possible, éviter de mettre le pot-transparent dans un cache pot car les racines en bordure du pot ont aussi besoin de lumière.

- Arrosage : la fréquence de l'arrosage est variable selon le climat. En été, il peut être hebdomadaire mais il passera à tous les 10 à 15 jours en hiver car il faut que le substrat ait le temps de sécher avant d'être arrosé de nouveau) avec une eau non calcaire à température ambiante (donc prélevée la veille). La couleur des racines dans le pot est un bon indicateur pour savoir s'il faut arroser ou pas (d'où l’intérêt d'un pot transparent). Si les racines sont d'un vert vif, inutile d'arroser. Dès qu'elles passent à un vert virant au gris, il faut arroser. L'idéal est d'arroser abondamment en tenant le pot au-dessus d'un évier de façon à laisser le drainage se faire entièrement avant de replacer le pot à sa place habituelle. On peut aussi faire entièrement baigner le pot pendant 10 minutes avant de le laisser bien s'égoutter puis le remettre à sa place. Pour maintenir un bon niveau d'humidité, on pourra vaporiser les feuilles chaque matin pendant les mois d'été.

- Alimentation et floraison : pour une bonne croissance et une bonne floraison, on peut ajouter lors d'un arrosage sur deux un engrais liquide appauvri en azote et renforcé en potassium (6.12.18, par exemple) à l'eau d'arrosage. Hors période de floraison, un engrais plus équilibré type 10.10.10 sera plus approprié. Comment et quand tailler le phalaenopsis pour profiter de ses nombreuses et longues floraisons. Une orchidée peut fleurir deux, voire trois fois sur la même hampe florale. De cette manière l'orchidée phalaenopsis fleurit quasiment toute l'année ! Une fois la tige défleurie, observer la hampe florale et couper la tige au-dessus d'un bourgeon à l'aide d'une paire de ciseaux ou d'un sécateur.  Si la tige a séché jusqu'à son pied, la détacher de son tuteur et la couper à la base. Une nouvelle tige repoussera plusieurs mois plus tard. Il est possible de la voir à nouveau fleurir un an après.  Une fois la taille effectuée replacer le pot au même endroit car les phalaenopsis sont parfois capricieuses.

- Croissance : pour une bonne croissance de la plante, on conseille de rempoter chaque année dans le même pot rempli d'un substrat très drainant (mélange à parts égales d'écorces de pin, de sphaigne et de perlite) après avoir taillé toutes les racines abîmées ou trop longues.

## Sous-genres

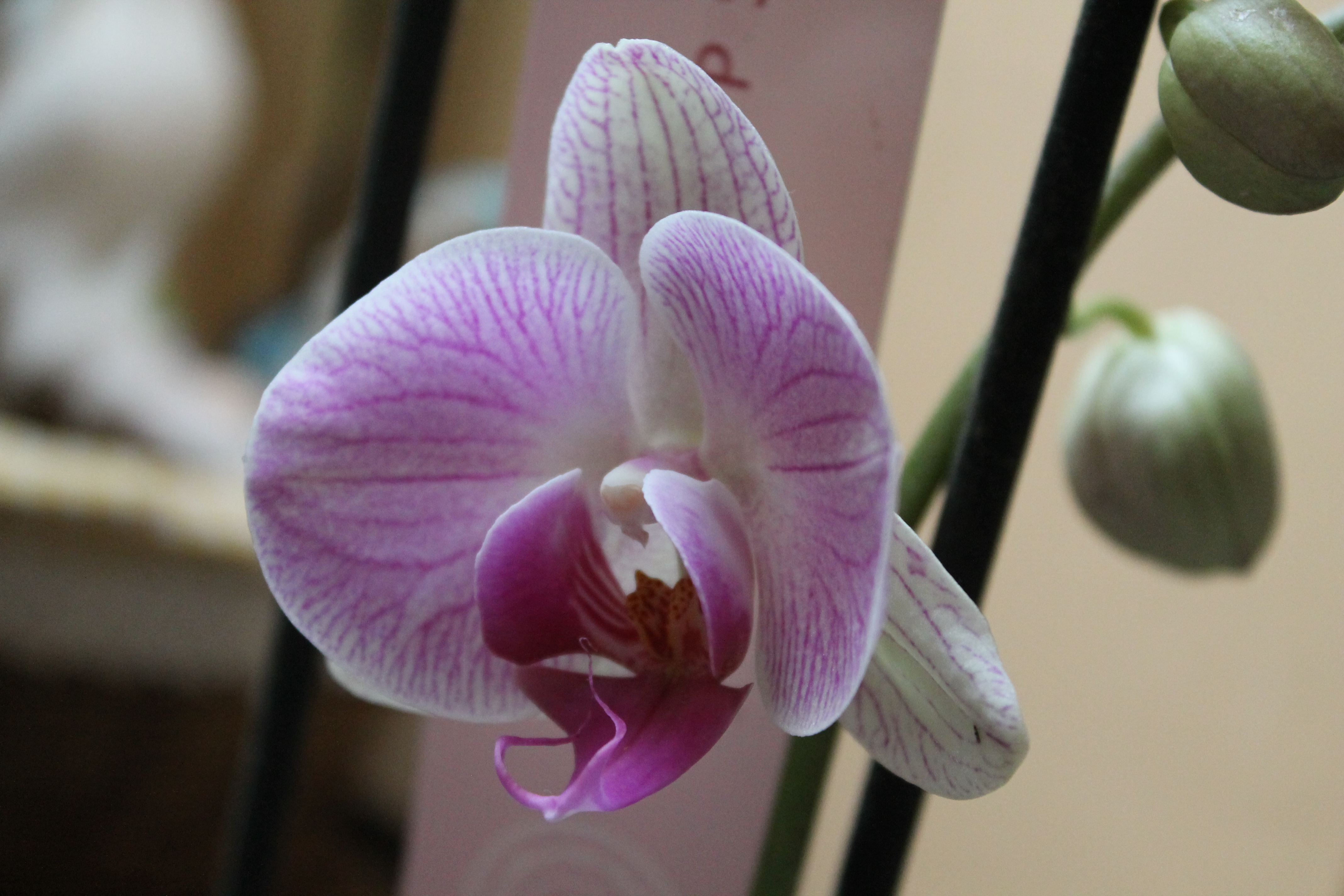
Phalaenopsis

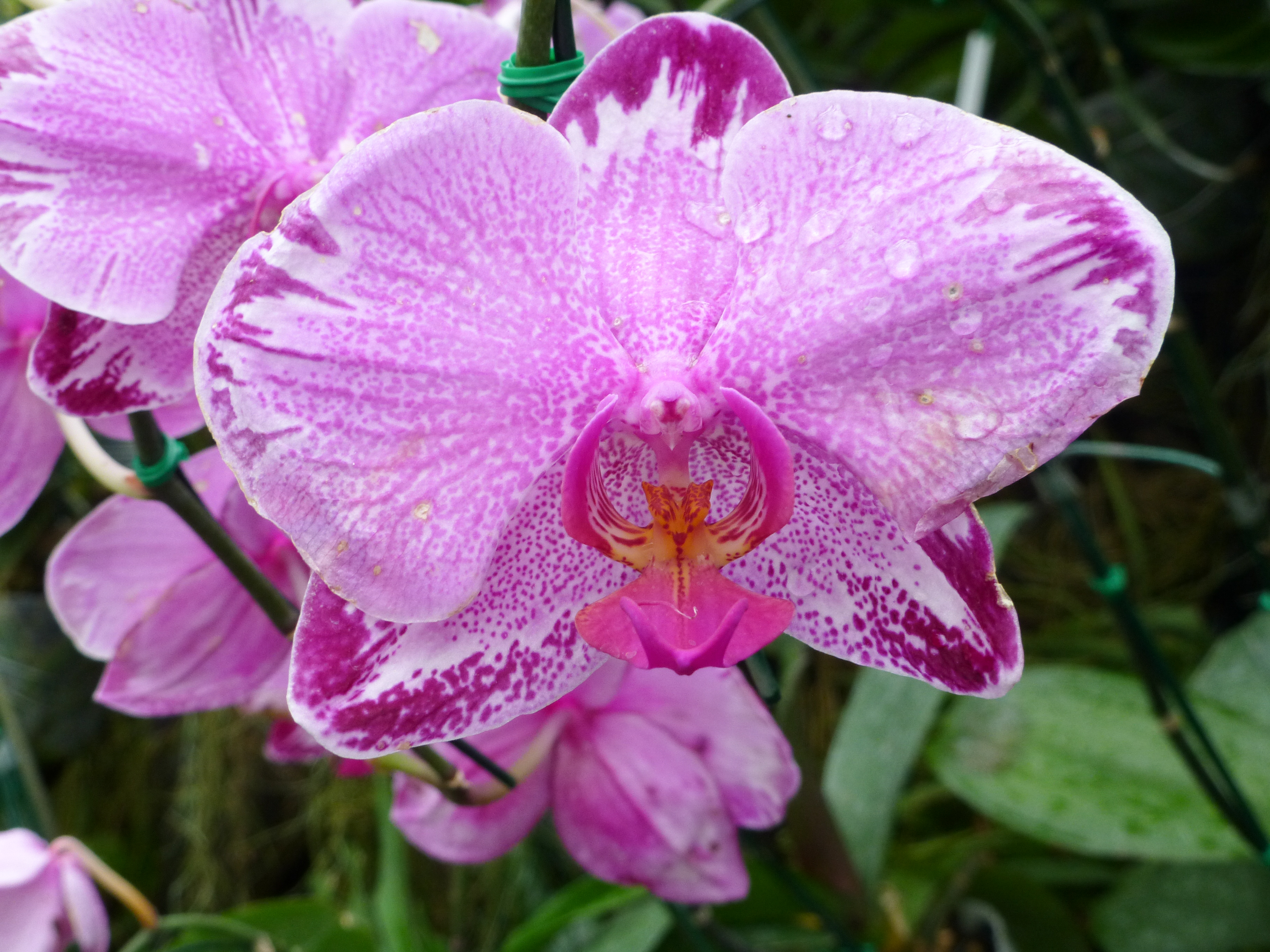
Palaenopsis, Jardin botanique de la reine Sirikit, Thaïlande

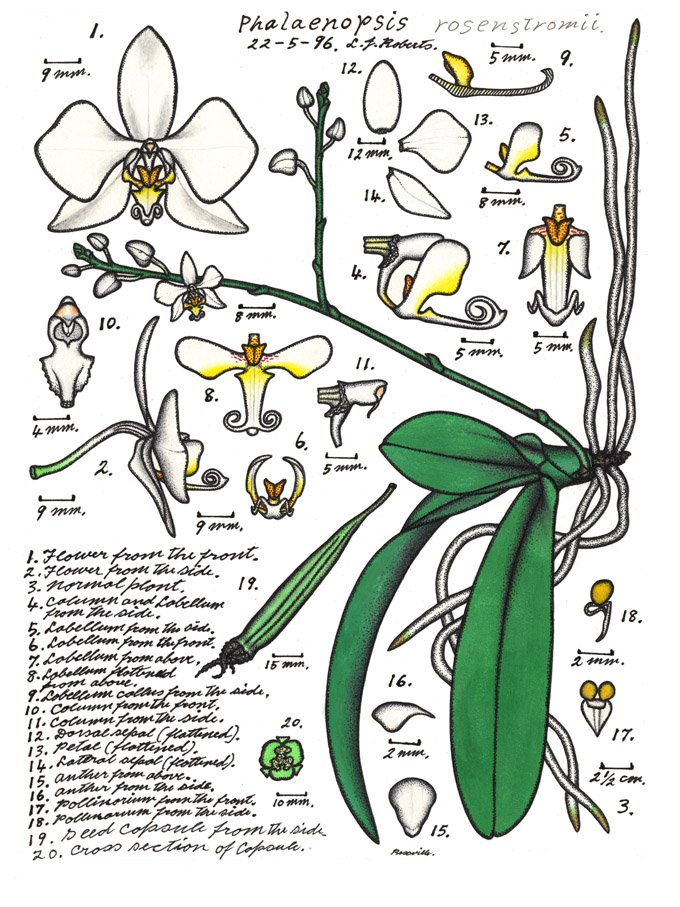
Orchidée papillon Phalaenopsis rosenstromii, planche descriptive de Lewis Roberts, "Orchids of far north-eastern Queensland" (1995-2003)

En classification phylogénétique, le genre Phalaenopsis est divisé en sous-genres :
- Aphyllae
- Parishianae
- Phalaenopsis
  - Section Deliciosae
  - Section Esmeralda
  - Section Phalaenopsis
  - Section Stauroglottis
- Polychilos
  - Section Amboinenses
  - Section Fuscatae
  - Section Polychilos
  - Section Zebrinae
- Proboscidioides

## Espèces botaniques

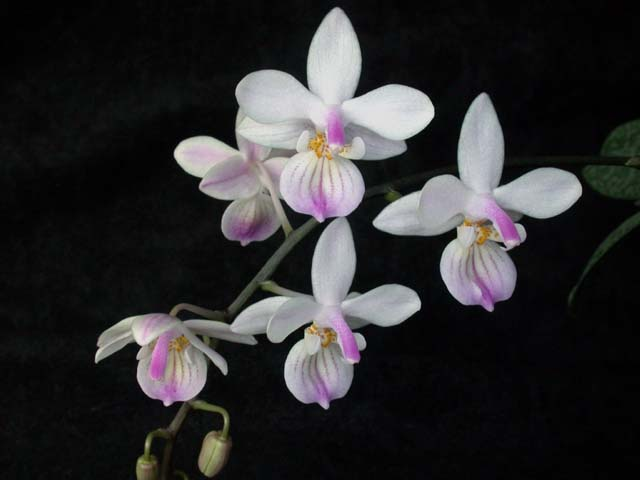
Phalaenopsis amabilis
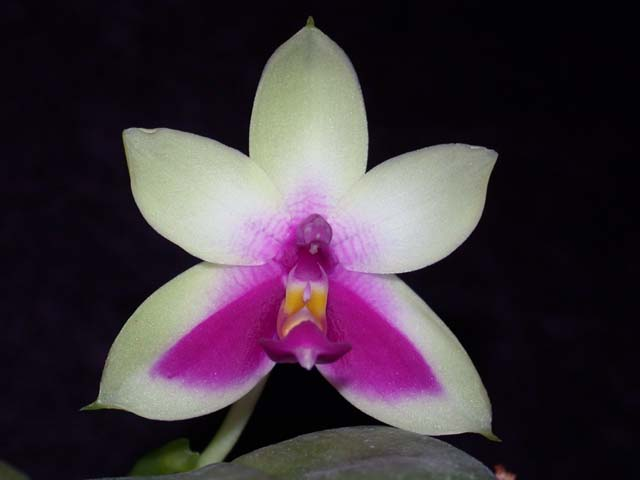
Phalaenopsis amboinensis
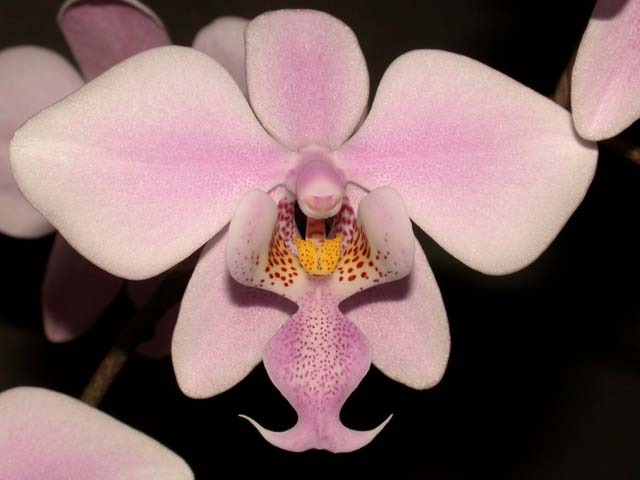
Phalaenopsis aphrodite
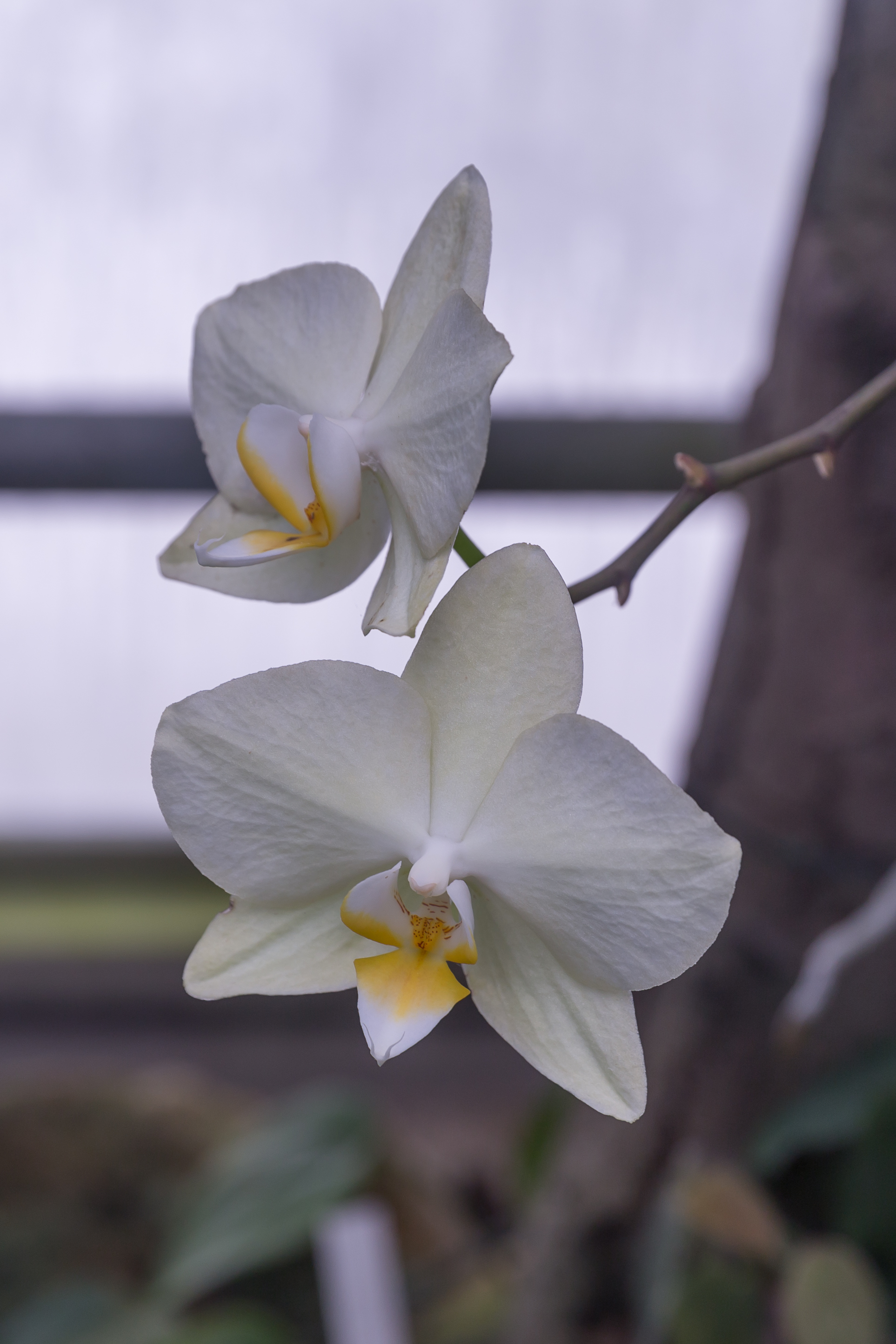
Phalaenopsis appendiculata
- Phalaenopsis bastianii
- Phalaenopsis bellina
- Phalaenopsis buyssoniana
- Phalaenopsis celebensis
- Phalaenopsis chibae
- Phalaenopsis cochlearis
- Phalaenopsis corningiana
- Phalaenopsis cornu-cervi
- Phalaenopsis deliciosa
- Phalaenopsis doweryensis
- Phalaenopsis equestris
- Phalaenopsis fasciata
- Phalaenopsis fimbriata
- Phalaenopsis finleyi[3]
- Phalaenopsis floresensis
- Phalaenopsis fuscata
- Phalaenopsis gibbosa
- Phalaenopsis gigantea
- Phalaenopsis hieroglyphica
- Phalaenopsis honghenensis
- Phalaenopsis inscriptiosinensis
- Phalaenopsis japonica
- Phalaenopsis javanica
- Phalaenopsis kunstleri
- Phalaenopsis lindenii
- Phalaenopsis lobbii
- Phalaenopsis lowii
- Phalaenopsis lueddemanniana
- Phalaenopsis luteola
- Phalaenopsis maculata
- Phalaenopsis malipoensis
- Phalaenopsis mannii
- Phalaenopsis mariae
- Phalaenopsis mentawaiensis
- Phalaenopsis micholitzii
- Phalaenopsis mirabilis[4]
- Phalaenopsis modesta
- Phalaenopsis mysorensis
- Phalaenopsis natmataungensis[5]
- Phalaenopsis pallens
- Phalaenopsis parishii
- Phalaenopsis philippinense
- Phalaenopsis pulcherrima
- Phalaenopsis pulchra
- Phalaenopsis reichenbachiana
- Phalaenopsis robinsonii
- Phalaenopsis rundumensis[6]
- Phalaenopsis sanderiana
- Phalaenopsis schilleriana
- Phalaenopsis stobartiana
- Phalaenopsis stuartiana
- Phalaenopsis sumatrana
- Phalaenopsis taenialis
- Phalaenopsis tetraspsis
- Phalaenopsis thailandica[7]
- Phalaenopsis ubonensis
- Phalaenopsis venosa
- Phalaenopsis violacea
- Phalaenopsis viridis
- Phalaenopsis wilsonii
- Phalaenopsis yingjiangensis
- Phalaenopsis zhejiangensis

- Phalaenopsis lindenii
- Phalaenopsis bellina
- Phalaenopsis schilleriana
- Phalaenopsis amabilis

## Hybrides primaires
- Phalaenopsis 'A Benick' = Phalaenopsis rimestadiana × Phalaenopsis stuartiana (P. Wolter,1933)
- Phalaenopsis 'Acajou' = Phalaenopsis viridis × Phalaenopsis corningiana (Luc Vincent,1995)
- Phalaenopsis 'Adri Witanta Husada' = Phalaenopsis javanica × Phalaenopsis cornu-cervi (Atmo Kolopaking,1986)
- Phalaenopsis 'Adyah Prapto' = Phalaenopsis lueddemanniana × Phalaenopsis javanica (Atmo Kolopaking,1981)
- Phalaenopsis 'Agus Ligo' = Phalaenopsis fimbriata × Phalaenopsis javanica (Atmo Kolopaking,1979)
- Phalaenopsis 'Alger' = Phalaenopsis aphrodite × Phalaenopsis sanderiana (Vacherot & Lecoufle,1930)
- Phalaenopsis 'Alice Millard' = Phalaenopsis stuartiana × Phalaenopsis amboinensis (Dr Henry M Wallbrunn,1969)
- Phalaenopsis 'Alicia Fowler' = Phalaenopsis maculata × Phalaenopsis stuartiana (Dr Henry M Wallbrunn,1984)
- Phalaenopsis 'Alyos' = Phalaenopsis schilleriana × Phalaenopsis finleyi (Alain Brochart, 2008)
- Phalaenopsis 'Amabell' = Phalaenopsis bellina × Phalaenopsis amabilis (Orchids Ltd (R-J. Quené,2007)
- Phalaenopsis 'Amblearis' = Phalaenopsis amboinensis × Phalaenopsis cochlearis (Dr Henry M Wallbrunn,1972)
- Phalaenopsis 'Ambocata' = Phalaenopsis amboinensis × Phalaenopsis fuscata (Hou Tse Liu,1999)
- Phalaenopsis 'Ambolantha' = Phalaenopsis amboinensis × Phalaenopsis modesta (Ayub S Parnata,1982)
- Phalaenopsis 'Ambomanniana' = Phalaenopsis amboinensis × Phalaenopsis lueddemanniana (Fredk. L. Thornton,1965)
- Phalaenopsis 'Ambonosa' = Phalaenopsis venosa × Phalaenopsis amboinensis (Ayub S Parnata,1984)
- Phalaenopsis 'Ambotrana' = Phalaenopsis sumatrana × Phalaenopsis amboinensis (Fredk. L. Thornton,1965)
- Phalaenopsis 'Ambotris' = Phalaenopsis amboinensis × Phalaenopsis equestris (Fredk. L. Thornton,1970)
- Phalaenopsis 'Ambriata' = Phalaenopsis amabilis × Phalaenopsis fimbriata (Fredk. L. Thornton,1981)
- Phalaenopsis ×amphitrite = Phalaenopsis sanderiana × Phalaenopsis stuartiana (hybride naturel)
- Phalaenopsis 'Andy Jackson' = Phalaenopsis cochlearis × Phalaenopsis stuartiana (Atmo Kolopaking,1982)
- Phalaenopsis 'Angdi Kolopaking' = Phalaenopsis venosa × Phalaenopsis micholitzii (Atmo Kolopaking,1986)
- Phalaenopsis 'Anna' = Phalaenopsis gibbosa × Phalaenopsis parishii (Olaf Gruss,2009)
- Phalaenopsis 'Anthony The' = Phalaenopsis cochlearis × Phalaenopsis equestris (Atmo Kolopaking,1981)
- Phalaenopsis 'Anwar Mahayudin' = Phalaenopsis viridis × Phalaenopsis javanica (Atmo Kolopaking,1983)
- Phalaenopsis 'Aprodite's Bell' = Phalaenopsis bellina × Phalaenopsis aphrodite (Orchids Ltd (R-J. Quené),2005)
- Phalaenopsis 'Apricot Glow' = Phalaenopsis fasciata × Phalaenopsis equestris (Fredk. Thornton,1979)
- Phalaenopsis 'Ariadne' = Phalaenopsis aphrodite × Phalaenopsis stuartiana (Veitch,1896)
- Phalaenopsis 'Arlington' = Phalaenopsis hieroglyphica × Phalaenopsis pulchra (P. Lippold,2006)
- Phalaenopsis 'Arnes Ulfers' = Phalaenopsis mannii × Phalaenopsis lobbii (Johannes Werner,2003)
- Phalaenopsis 'Artemis' (Phal. 'Younes Resal') = Phalaenopsis amabilis × Phalaenopsis equestris (Veitch,1892)
- Phalaenopsis 'Asiani' = Phalaenopsis corningiana × Phalaenopsis kunstleri (Atmo Kolopaking,1985)
- Phalaenopsis 'Audrey Askin' = Phalaenopsis gigantea × Phalaenopsis floresensis (S.R. Weltz (H. Wallbrunn),2005)
- Phalaenopsis 'Aurelien' = Phalaenopsis mannii × Phalaenopsis maculata (Luc Vincent,1993)
- Phalaenopsis 'Austin Chow' = Phalaenopsis philippinensis × Phalaenopsis cochlearis (Austin Chow,2001)

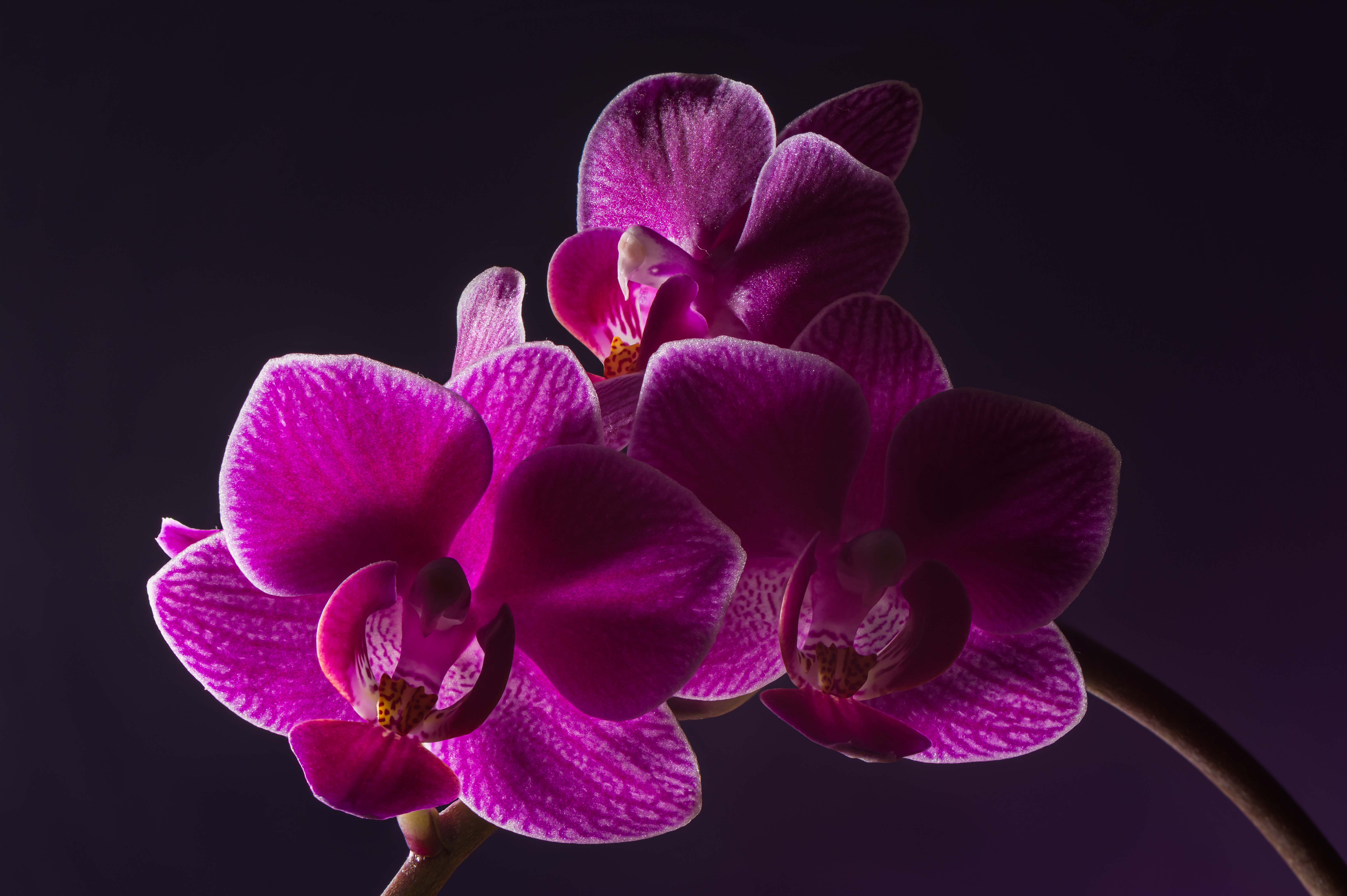
Phalaenopsis Cultivar Mini

- Phalaenopsis 'Ayleen' : Phalaenopsis schilleriana × Phalaenopsis cornu-cervi (T. Sukarya,1980)
- Phalaenopsis 'Baylor' = Phalaenopsis gigantea × Phalaenopsis inscriptiosinensis (T. Brown (Atmo Kolopaking),1984)
- Phalaenopsis 'Beatrice Dream' = Phalaenopsis viridis × Phalaenopsis wilsonii (Luc Vincent,2007)
- Phalaenopsis 'Bee Ridge' = Phalaenopsis fuscata × Phalaenopsis violacea (Bates Orchids (Raymond Brown),1980)
- Phalaenopsis 'Belle de Cernier' = Phalaenopsis amabilis × Phalaenopsis corningiana (Luc Vincent,1997)
- Phalaenopsis 'Bernice Maskin' = Phalaenopsis gigantea × Phalaenopsis equestris (Dr Henry M Wallbrunn,1977)
- Phalaenopsis 'Billie Lawson' = Phalaenopsis bastianii × Phalaenopsis fasciata (Dr Henry M Wallbrunn,1986)
- Phalaenopsis 'Bimantoro' = Phalaenopsis wilsonii × Phalaenopsis fimbriata (Atmo Kolopaking,1979)
- Phalaenopsis 'Boen Soepardi' = Phalaenopsis fimbriata × Phalaenopsis schilleriana (Atmo Kolopaking,1982)
- Phalaenopsis 'Bogoriensis' = Phalaenopsis amabilis × Phalaenopsis gigantea (Buitenzorg Botanic Gardens,1856)
- Phalaenopsis 'Borneo Belle' = Phalaenopsis bellina × Phalaenopsis modesta (Paul Lippold,2007)
- Phalaenopsis 'Borneo Star' = Phalaenopsis bellina × Phalaenopsis lueddemanniana (Paul Lippold,2006)
- Phalaenopsis 'Borobudur' = Phalaenopsis equestris × Phalaenopsis fimbriata (Atmo Kolopaking,1980)
- Phalaenopsis 'Bronze Maiden' = Phalaenopsis schilleriana × Phalaenopsis mannii (Mrs Lester McCoy,1964)
- Phalaenopsis 'Brother Trekkie' = Phalaenopsis floresensis × Phalaenopsis micholitzii (Brothers Orchid Nursery,2000)
- Phalaenopsis 'Buttercream' = Phalaenopsis floresensis × Phalaenopsis aphrodite (Hoosier (L.Glicenstein),2009)
- Phalaenopsis 'Calypso Musick' = Phalaenopsis deliciosa × Phalaenopsis finleyi (F.&M.Kaufmann, 2007)
- Phalaenopsis 'Celebes Beauty' = Phalaenopsis amabilis × Phalaenopsis celebensis (Hou Tse Liu,2003)
- Phalaenopsis 'Confirmation' = Phalaenopsis amabilis × Phalaenopsis schilleriana (Bultel,1925)
- Phalaenopsis 'Corning-Ambo' = Phalaenopsis corningiana × Phalaenopsis amboinensis (Richard Y. Takase,1984)
- Phalaenopsis 'Corona' = Phalaenopsis cornu-cervi × Phalaenopsis amboinensis (Shaffer's Tropical Garden,1973)
- Phalaenopsis 'David Lim' = Phalaenopsis amboinensis × Phalaenopsis gigantea (David Lim (S Yusof Alsagoff),1974)
- Phalaenopsis 'Deventeriana' = Phalaenopsis amabilis × Phalaenopsis amboinensis (Van Deventer,1927)
- Phalaenopsis 'Doc Charles' = Phalaenopsis sanderiana × Phalaenopsis amboinensis (John H Miller,1961)
- Phalaenopsis 'Donna's Delight' = Phalaenopsis equestris × Phalaenopsis finleyi (Bill Tippit, 2005)
- Phalaenopsis 'Doris Blomquist' = Phalaenopsis pantherina × Phalaenopsis amboinensis (Atmo Kolopaking,1975)
- Phalaenopsis 'Elaine-Liem' = Phalaenopsis fimbriata × Phalaenopsis amboinensis (Atmo Kolopaking,1972)
- Phalaenopsis 'Equichi' = Phalaenopsis equestris × Phalaenopsis chibae (Hou Tse Liu,2008)
- Phalaenopsis 'Essence Yenpei' = Phalaenopsis venosa × Phalaenopsis schilleriana (Shih-Fong Chen,1996)
- Phalaenopsis 'Flores Bast' = Phalaenopsis floresensis × Phalaenopsis bastianii (Hou Tse Liu,2006)
- Phalaenopsis 'Flores Focus' = Phalaenopsis floresensis × Phalaenopsis fuscata (Hou Tse Liu,2004)
- Phalaenopsis 'Flores Gold' = Phalaenopsis amboinensis × Phalaenopsis floresensis (Hou Tse Liu,2003)
- Phalaenopsis 'Flores Moon' = Phalaenopsis floresensis × Phalaenopsis cornu-cervi (Hou Tse Liu,2004)
- Phalaenopsis 'Flores Pride' = Phalaenopsis floresensis × Phalaenopsis mariae (Hou Tse Liu,2006)
- Phalaenopsis 'Flores Rose' = Phalaenopsis equestris × Phalaenopsis floresensis (Hou Tse Liu,2000)
- Phalaenopsis 'Flores Star' = Phalaenopsis stuartiana × Phalaenopsis floresensis ((Hou Tse Liu,)
- Phalaenopsis 'Flores Summer' = Phalaenopsis floresensis × Phalaenopsis sumatrana (Hou Tse Liu,2005)
- Phalaenopsis 'Flores Sunset' = Phalaenopsis inscriptiosinensis × Phalaenopsis floresensis (Hou Tse Liu,2004)
- Phalaenopsis 'Formosa Dream' = Phalaenopsis amabilis × Phalaenopsis parishii (Hou Tse Liu,1992)
- Phalaenopsis 'Frenchy's Plastic Yellow' = Phalaenopsis amboinensis × Phalaenopsis hieroglyphica (Frenchy (M.J. Bates),2004)
- Phalaenopsis 'Gelblieber' = Phalaenopsis amboinensis × Phalaenopsis micholitzii (T. Brown (Atmo Kolopaking),1984)
- Phalaenopsis ×gersenii = Phalaenopsis sumatrana × Phalaenopsis violacea (croisement naturel)
- Phalaenopsis 'Giga' = Phalaenopsis gigantea × Phalaenopsis gibbosa (Hou Tse Liu,2007)
- Phalaenopsis 'Golden Butterfly' = Phalaenopsis venosa × Phalaenopsis celebensis (Hou Tse Liu,1987)
- Phalaenopsis 'Golden Pride' = Phalaenopsis amboinensis × Phalaenopsis fasciata (Irene Dobkin,1975)
- Phalaenopsis 'Good Cheer' = Phalaenopsis maculata × Phalaenopsis amboinensis (Herb Hager Orchids,1973)
- Phalaenopsis 'Guadelupe Pineda' = Phalaenopsis bellina × Phalaenopsis amboinensis (Cesario Gene Tobia,2003)
- Phalaenopsis 'Helene Burkhardt' = Phalaenopsis venosa × Phalaenopsis lindenii (Erwin Burkhardt,1988)
- Phalaenopsis 'Honghen Love' = Phalaenopsis honghenensis × Phalaenopsis lobbii (Hou Tse Liu,2007)
- Phalaenopsis ×intermedia = Phalaenopsis aphrodite × Phalaenopsis equestris (croisement naturel)
- Phalaenopsis 'Java Bast' = Phalaenopsis javanica × Phalaenopsis bastianii (Hou Tse Liu,2006)
- Phalaenopsis 'Java Flores' = Phalaenopsis floresensis × Phalaenopsis javanica (Hou Tse Liu,2003)
- Phalaenopsis 'Java Love' = Phalaenopsis javanica × Phalaenopsis lobbii (Hou Tse Liu,2006)
- Phalaenopsis 'Java Mini' = Phalaenopsis javanica × Phalaenopsis finleyi (Hou Tse Liu,2006)
- Phalaenopsis 'Java Paris' = Phalaenopsis javanica × Phalaenopsis parishii (Hou Tse Liu,1995)
- Phalaenopsis 'Java Sunshine' = Phalaenopsis venosa × Phalaenopsis javanica (Hou Tse Liu,1996)
- Phalaenopsis 'Kenanga' = Phalaenopsis javanica × Phalaenopsis amboinensis (Ayub S Parnata,1981)
- Phalaenopsis 'Koodoo' = Phalaenopsis venosa × Phalaenopsis kunstleri (Hou Tse Liu,1996)
- Phalaenopsis ×leucorrhoda = Phalaenopsis aphrodite × Phalaenopsis schilleriana (croisement naturel)
- Phalaenopsis 'Little Dragon' (forme jaune) = Phalaenopsis stuartiana var. nobilis × Phalaenopsis celebensis var. aurea (Hou Tse Liu,1987)
- Phalaenopsis 'Little Dragon' = Phalaenopsis stuartiana × Phalaenopsis celebensis (Hou Tse Liu,1987)
- Phalaenopsis 'Little Giant' = Phalaenopsis gigantea × Phalaenopsis celebensis (Hou Tse Liu,1994)
- Phalaenopsis 'Love Gift' = Phalaenopsis parishii × Phalaenopsis gibbosa (Hou Tse Liu,2000)
- Phalaenopsis 'Love Heart' = Phalaenopsis schilleriana × Phalaenopsis lobbii (Hou Tse Liu,2004)
- Phalaenopsis 'Lovely Kid' = Phalaenopsis lobbii × Phalaenopsis parishii (Hou Tse Liu,2005)
- Phalaenopsis 'Lovely Marie' = Phalaenopsis bastianii × Phalaenopsis mariae (Paul Lippold,2007)
- Phalaenopsis 'Macassar' = Phalaenopsis amboinensis × Phalaenopsis mariae (Oscar Kirsch,1962)
- Phalaenopsis 'Mambo' = Phalaenopsis amboinensis × Phalaenopsis mannii (Fredk. L. Thornton,1965)
- Phalaenopsis 'Man Force' = Phalaenopsis mannii × Phalaenopsis floresensis (Hou Tse Liu,2002)
- Phalaenopsis 'March' = Phalaenopsis mannii × Phalaenopsis chibae (Hou Tse Liu,2008)
- Phalaenopsis 'Miracle Gift' = Phalaenopsis micholitzii × Phalaenopsis gibbosa (Hou Tse Liu,1999)
- Phalaenopsis 'Norman' = Phalaenopsis violacea × Phalaenopsis fasciata (Chas L Beard,1969)
- Phalaenopsis 'Palace Limited' = Phalaenopsis lindenii × Phalaenopsis finleyi (Orchid Palace, 2007)
- Phalaenopsis 'Paris Star' = Phalaenopsis stuartiana × Phalaenopsis parishii (Hou Tse Liu,2003)
- Phalaenopsis 'Philippine Dancer' = Phalaenopsis philippinensis × Phalaenopsis celebensis (1992)
- Phalaenopsis 'Princess Kaiulani' = Phalaenopsis violacea × Phalaenopsis amboinensis (Oscar Kirsch,1961)
- Phalaenopsis 'Prince Star' = Phalaenopsis celebensis × Phalaenopsis javanica (Hou Tse Liu,1992)
- Phalaenopsis 'Purple Gem' = Phalaenopsis pulcherrima var. coerulea × Phalaenopsis equestris (Ernest T. Iwanaga,1963)
- Phalaenopsis ×rolfeana = Phalaenopsis equestris × Phalaenopsis sanderiana (croisement naturel)
- Phalaenopsis 'San Shia Ama' = Phalaenopsis amabilis × Phalaenopsis maculata (Hou Tse Liu,2004)
- Phalaenopsis 'San Shia Crystal' = Phalaenopsis violacea × Phalaenopsis modesta (Hou Tse Liu,1999)
- Phalaenopsis 'San Shia Lady' = Phalaenopsis schilleriana × Phalaenopsis celebensis (Hou Tse Liu,2000)
- Phalaenopsis 'San Shia Puff' = Phalaenopsis lindenii × Phalaenopsis chibae (Hou Tse Liu,2004)
- Phalaenopsis 'San Shia Queen' = Phalaenopsis aphrodite × Phalaenopsis pulchra (Hou Tse Liu,2007)
- Phalaenopsis 'San Shia Rose' = Phalaenopsis celebensis × Phalaenopsis bellina (Hou Tse Liu,2005)
- Phalaenopsis 'San Shia Sparks' = Phalaenopsis philippinensis × Phalaenopsis tetraspis (Hou Tse Liu,2001)
- Phalaenopsis 'San Shia Spot' = Phalaenopsis aphrodite × Phalaenopsis inscriptiosinensis (Hou Tse Liu,2006)
- Phalaenopsis 'San Shia Swan' = Phalaenopsis finleyi × Phalaenopsis pulcherrima (Hou-Tse Liu, 2002)
- Phalaenopsis 'San Shia Tetra' = Phalaenopsis tetraspis × Phalaenopsis sanderiana (Hou Tse Liu,2000)
- Phalaenopsis 'Schillambo' = Phalaenopsis schilleriana × Phalaenopsis amboinensis (Fredk. L. Thornton,1968)
- Phalaenopsis ×singuliflora = Phalaenopsis bellina × Phalaenopsis sumatrana (croisement naturel)
- Phalaenopsis 'Spica' = Phalaenopsis fasciata × Phalaenopsis lueddemanniana (Osgood , 1969)
- Phalaenopsis 'Sunday Java' = Phalaenopsis sanderiana × Phalaenopsis javanica (Hou Tse Liu,1997)
- Phalaenopsis 'Tetrasambo' = Phalaenopsis tetraspis × Phalaenopsis amboinensis (Masao Kobayashi,1996)
- Phalaenopsis 'Tetra Star' = Phalaenopsis stuartiana × Phalaenopsis tetraspis (Hou Tse Liu,2003)
- Phalaenopsis ×valentinii = Phalaenopsis cornu-cervi × Phalaenopsis violacea (croisement naturel)
- Phalaenopsis ×veitchiana = Phalaenopsis equestris × Phalaenopsis schilleriana (croisement naturel)
- Phalaenopsis 'Wanda Williams' = Phalaenopsis lindenii × Phalaenopsis amboinensis (Dr Henry M Wallbrunn,1967)
- Phalaenopsis 'Yaphon Ugly Person' = Phalaenopsis lobbii × Phalaenopsis finleyi (Yaphon Orch, 2012)
- Phalaenopsis 'Yverdon les Bains' = Phalaenopsis amboinensis × Phalaenopsis wilsonii (Luc Vincent,2009)|
- Phalaenopsis 'Zeil am Main' = Phalaenopsis philippinensis × Phalaenopsis amboinensis (M. Wolff (H. Lucke),1997)|

## Hybrides intergénériques
- Doritaenopsis = Phalaenopsis × Doritis.
  - Le genre Doritis est considéré comme rattaché au genre Phalaenopsis (sous-genre Phalaenopsis, section Esmeralda) par certains botanistes (analyse phylogénétique).
- Phalaenidium (Phd) = Kingidium × Phalaenopsis.
  - Le genre Kingidium est lui aussi rattaché au genre Phalaenopsis (sous-genre Aphyllae) par ces mêmes botanistes (classification APGIII).
- Phalaerianda (Phda) = Aerides × Phalaenopsis × Vanda.
- Phalandopsis (Phdps) = Phalaenopsis × Vandopsis.
- Phaliella (Phlla) = Kingiella × Phalaenopsis.
- Phalanetia (Phnta) = Neofinetia × Phalaenopsis.
- Phalphalaenopsis (Phph) = Paraphalaenopsis × Phalaenopsis.

## Hybrides majeurs dePhalaenopsis
Hybrides ayant contribué à l'obtention de nouveaux hybrides largement répandus dans le commerce et présentant des caractéristiques originales (couleur, port, forme) tel que les phalaenopsis « arlequins ».
- Phalaenopsis 'Baldan's kaleïdoscope'
- Phalaenopsis 'Golden Emperor'[9].
- Phalaenopsis 'Golden Louis', premier hybride de couleur jaune[10].
- Phalaenopsis 'Golden Peoker', premier hybride de type arlequin[11],[12].
- Phalaenopsis 'Golden Sands'[13].